# Dupla Honra
Dupla Honra é o décimo sétimo álbum de estúdio da cantora Eliã Oliveira, gravado em 2009, pela gravadora GN Produções, produzido pelo maestro Kleyton Martins. O álbum contém 10 faixas. As de destaques são: "A Guerra de Josafá", "Fica Na Porta", "Dupla Honra" e "Valeu a Pena".

## Faixas das músicas
Lista de faixas do décimo sétimo álbum:
| N.º | Título                   | Duração |  |
| 1.  | "A Guerra de Josafá"     |         |  |
| 2.  | "Fica Na Porta"          |         |  |
| 3.  | "Visão de Isaías"        |         |  |
| 4.  | "Decreto de Deus"        |         |  |
| 5.  | "O Dia do Milagre"       |         |  |
| 6.  | "Dupla Honra"            |         |  |
| 7.  | "Dono do Poder"          |         |  |
| 8.  | "Com Deus é Mesmo Assim" |         |  |
| 9.  | "Ele está aqui"          |         |  |
| 10. | "Valeu a Pena"           |         |  |